# Петрополье (Смоленская область)
Петрополье — деревня в Хиславичском районе Смоленской области России. Входит в состав Печерского сельского поселения. Население — 205 жителей (2007 год).
Расположена в юго-западной части области в 19 км к юго-востоку от Хиславичей, в 22 км западнее автодороги А141 Орёл — Витебск, на берегу реки Березина. В 22 км восточнее деревни расположена железнодорожная станция Крапивенская на линии Смоленск — Рославль.

## История
Деревня Петрополье основана в 1769 г. Согласно преданию, на месте деревни был густой лес. Во время Северной войны по приказу Петра I лес вырубили, делая засеки. На свободной от леса территории он делал смотр своим войскам, отсюда и произошло название Петрополье, то есть Петрово поле.
Основанную позже деревню заселили переселенцами. Ею владел полковник смоленской шляхты И. И. Красно-Милошевич, построивший церковь Петра и Павла.
В годы Великой Отечественной войны деревня была оккупирована гитлеровскими войсками в июле 1941 года, освобождена в сентябре 1943 года.